# Becadell imperial
El becadell imperial (Gallinago imperialis) és una espècie d'ocell de la família dels escolopàcids (Scolopacidae) que habita l'herba alta i clars del bosc dels Andes, a Colòmbia i est del Perú.